# Max Poll
Max Fernand Leon Poll (21 de julho de 1908 - 13 de março de 1991) foi um ictiologista belga especializado em ciclídeos. Nos anos de 1946 e 1947 organizou uma expedição ao Lago Tanganica.
Poll descreveu varias espécies de Pseudocrenilabrinae, como Lamprologus signatus, Steatocranus casuarius, Neolamprologus brichardi, e Neolamprologus pulcher.
Em sua homenagem varias espécies e táxons levam o seu nome, tais como  Etmopterus polli Bigelow, Schroeder & Springer, 1953, Merluccius polli Cadenat, 1950, Pollichthys Grey, 1959, Polyipnus polli Schultz, 1961, Microsynodontis polli Lambert, 1958, e Synodontis polli Gosse, 1982.
Poll foi membro da Academia Real das Ciências e das Artes da Bélgica, professor na Universidade Livre de Bruxelas, e curador no Musée Royal du Congo Belge em Tervuren. Ele foi membro honorário da American Society of Ichthyologists and Herpetologists.